# أدب صهيوني
الأدب الصهيوني: هو الأعمال الروائية التي ساعدت على دعم الحركة الصهيونية والتي ساهمت بشكل أو بآخر في عملية التسويق للهجرة لفلسطين المحتلة.
يمكننا تصنيف ما بعض الكتابات تحت ما يسمى الأدب الصهيوني وهي الكتابات التي تتضمن خطط وأشروحات للفكر الصهيوني الواضح بمعزل عن أي انتماء قومي، ديني، حضاري أو لغوي. تماماً كما ينطبق على رواية جورج أليوت «دانيل دروندا» فالكاتبة مسيحية واللغة إنجليزية لكن المضمون هو فكر صهيوني.يقول المسيري أن الأدب الصهيوني هو أدب من الدرجة الثالثة أي أدب صحفي وهو لا يتعلق بشكل الأدب ولا محتواه ولا لغته بل يتبنى الاتجاه العقائدي الأيدلوجي الفكري العام.

## نظرة عامة
بدأ الأدب الصهيوني باعتلاء موجة العالم حين تبنت إنجلترا في بداية الخمسينات اليهود المتصهينين ليكونوا في مناصب عُليا تُسيطر على الإعلام في ذاك الوقت. في هذا الوقت بدأ الأدب الصهيوني بالتبلور بمسح صورة اليهودي الشيلوكي – نسبةً لشخصية شيلوك في تاجر البندقية - وهذا التغير جاء نتيجة لهجرة اليهود لغربي أوروبا والولايات المتحدة وبعث اللغة العبرية من جديد حين حقق هؤلاء اليهود في إنجلترا الامتيازات والصلاحيات. حين أثبت اليهود وجودهم في أوروبا والولايات المتحدة وإنجلترا بدئوا في تبني نظرية نابليون في المساواة بين الشعوب ودحض العنصرية ومن خلال هذه النظرية رفضوا أن يُصور اليهودي كما السابق على أنه شخصية التاجر المرابي المنافق، والتي بالمناسبة وبحسب أقوال الدكتور المسيري هي الشخصية الحقيقة التي كانوا عليها اليهود هناك والتي جعلت ضرورة نشأة الحركة الصهيونية لأجل التخلص من عبء اليهود وشخصيتهم المهزوزة في أوروبا. من هذا المنطلق أصبحت شخصية اليهودي من خلال الأدب الصهيوني شخصية التائه الباحث عن أرضه الموعودة والذي من حقه مناقشة الإله نفسه ليبين له أن التيه كان عِقاباً. هذه الصورة الجديدة للشخصية اليهودية هي نواة الصهيونية التي ترى أن الإله هو مادة حلولية، أي أنها حُلت لتكون قدسية الإله هي قدسية للشعب اليهودي، ومؤخراً وترويجاً لشخصية اليهودي المُحارب صارت قدسية الإله في قدسية الجيش الإسرائيلي.

## تاريخه

### قبل الإجتياح الغاشم على فلسطين
أول الروايات التي صورت اليهودي على أنه شخصية طيبة ومظلومة هي رواية ماريا أدجورث بعنوان «هارنجتون» وقد لاقت مُعارضة شديدة لأنها كانت تبين الشخصية على خلاف الواقع في عام 1817.
بعدها بعامين صدرت رواية «آيفنهو» لوالتر سكوت وكانت أيضاً تصور اليهودي على أنه شخصية طيبة. بعد ذلك ركد تيار الأدب الصهيوني حتى جاء بالضربة القوية بعد 16 عام من خلال الكاتب بنيامين دزرائيلي وهذا قبل أن يصبح رئيساً لوزراء بريطانيا وهو يهودي إنجليزي حيث قام بنشر روايته «دايفيد آلروي» التي تعتمد على نشر وتسويق فكرة أن اليهودي أكثر تميزاً من ناحية عرقية من غيره وهذا التمييز العرقي يجلعه غير قادر على الاندماج في المجتمع، وبذلك ومن هذا المنفذ قام بنيامين في الرواية بطرح حل للمشكلة وهي إيجاد وطن قومي لليهود. هذا كان في عام 1833.
في عام 1848 قامت جورج أليون بنقد هذه القاعدة التي بناها بنيامين مستغلاً النظرية العنصرية تجاه اليهودي وأبدت قرفها في الصحف الإنجليزية من فكرة نقاوة العرق التي سوقها بنيامين في اليهود. غير أن موقف جورج أليوت لم يكن إلا لأجل إصلاح ما أفسده بنيامين من فضيحة باسم العرق ونقاوته، فنشرت هي بدورها الرواية القنبلة «دانييل ديروندا» التي أسست فيها شخصية اليهودي الصهيوني في الأدب. كان بطل الرواية مردخاي يحمل الفكر المضاد للشخصية التي طرحا بنيامين، فظهر بالشخصية المضطهدة والذي يُعامل بعنصرية أينما ذهب ومن خلالها أسست القاعدة الأساسية لبعث إسرائيل من جديد. الرواية ربطت الشخصية اليهودية الدينية والعرقية والبطولية سوياً وحاجتها لوجود مركز يهودي ووطن يحكم العالم البشري، فيقول مردخاي في الرواية:
(صحيح.. صحيح ما قاله يهودا بن هاليفي من أن إسرائيل هي قلب الجنس البشري، إذا كنا نقصد بالقلب لب العاطفة التي تربط عرقاً معيناً وعائلاته بنوع من الحب المسؤول، واحترام للجسد البشري يرفع احتياجات حياتنا الحيوانية إلى الدين.)
ويقول في مكان آخر في الرواية:
(هناك خزان من الحكمة فينا يكفي لإيجاد نظام يهودي جديد، كبير وبسيط وتماماً مثل القديم. جمهورية تتوافر فيها المساواة في الحماية، المساواة التي تلتمع فيها كنجمة في جبين مجتمعنا القديم ونعطيها ما هو أكثر من لمعان الحرية الغربية، ناهيك عن التعسف الشرقي.. وعند ذاك سيكون لجنسنا مركز عضوي، قلب ودماغ ليحرس ويقود وينظم، سوف يحصل اليهودي المضطهد عند ذاك على دفاع في محكمة الشعوب، كالإنجليزي المضطهد، والأمريكي المضطهد، وسوف يكسب العالم إسرائيل من جديد، وسوف تكون أرضاً مثل محطة للحياة المليئة بالعداء، أرضاً حيادية هي في الشرق مثل بلجيكا للغرب.. أعرف أن هناك صعوبات ولكن دع روح التوثب تتحرك في الكبار من شعبنا، وسيكون العمل قد بدأ)
ما ميز هذه الرواية التي جعلت من كاتبتها أسطورة ليُطلق باسمها شارع في تل أبيب بعد الاحتلال عام 1948 هو أن شخصية مردخاي كانت شخصية مُحاضرة وكأنها كانت ترد على بعض الإطروحات بشأن اليهود على لسان مردخاي بأطروحات مضادة تدعم نظرية الوطن القومي لليهود، وهذا ما جعلها رائجة في أوساط المجتمع اليهودي.
جورج أليوت كانت قريبة من التيارات اليهودية المتعصبة المتصهينة، لذلك وكأنما بروايتها هذه أسست لخدمة مصالح هذه التيارات في دعم النظرية الصهيونية. فقامت هذه التيارات بتبني هذا الكتاب وأعادوا طباعته ونشروه في أوروبا. وبعد أربع سنوات قامت المدرسة النظرية اليهودية في روسيا بإعادة تبني هذا الكتاب ليدعموا وجهة نظرهم السياسية في استعمار فلسطين وتٌرجم للعبرية ليغدوا «إنجيلاً صهيونياً» 

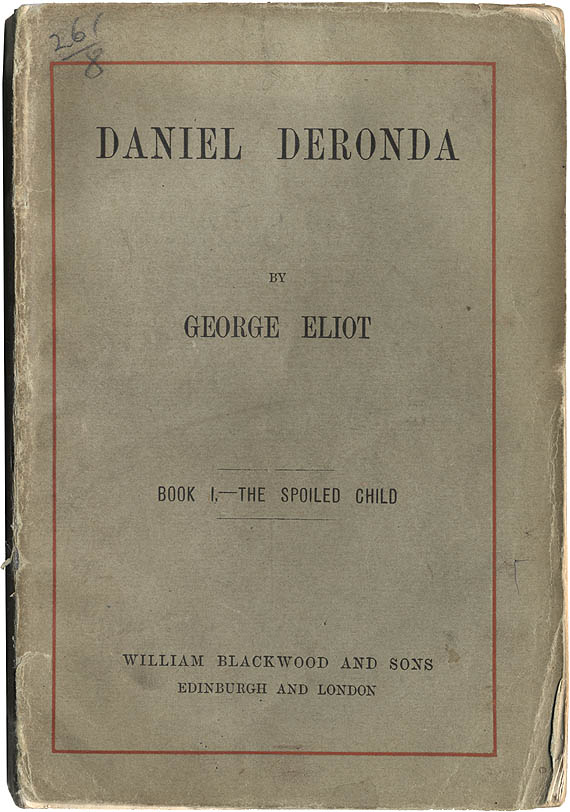
رواية جورج أليوت دانييل ديروندا

### بعد حرب عام 1948 والاحتلال الإسرائيلي لفلسطين
الشخصية العربية في الأدب الصهيوني أو ما يُسمى الأدب العبري الحديث:
بعد الاحتلال الغاشم على فلسطين عام 1948، أصبح الأدب الصهيوني في مأزق وجوب تبرير وجود اليهود على أرض فلسطين، الأسلحة التي أستخدمها الصهاينة لبث الأدب الصهيوني والنظرية الصهيونية كانت سلاحين خارجيين يتكئون عليهما وهما: الإسهاب في الحديث عن المجازر الألمانية الهتلرية بحق اليهود وَ الربط بين التوارة والوعود بأرض الميعاد. لذلك فأن بعد حرب 48 تجد أن الشخصية اليهودية في الأدب الصهيوني دائماً يكون قادم أو هارب من ألمانيا بشكل إعجازي وحاملاً في مخيلته صوراً طازجة وطرية عن المذابح، الاعتقالات، التعذيب والمقابر هناك – هنا يتم الإسهاب في الحديث لاستعطاف الناس- وغالباً يكون اليهودي في الرواية حافظاً للتوراة ليستدل بوجوده على أرض فلسطين أنها الأرض المزعومة.
غير أن هذان السلاحان لم يكونوا كافيان لتعاطي الأدب الصهيوني مع الداخل العربي، كان الأدب الصهيوني بحاجة لمادة تسويقية لتبين حق اليهودي في الأرض دوناً عن العربي، ومن هنا بدأت شخصية عربي بالظهور في الرواية الصهيونية. عند هذه النقطة نَجد أن الكتاب اليهود انقسموا لقسمين، قسم جاء من خارج المحيط أي اليهود الغربيين الذين لم يعيشوا في أرض فلسطين قبل الحرب وبين الكتاب اليهود من داخل المحيط أي اليهود الشرقيين اللذين تعايشوا مع العرب قبل الحرب.
ننظر للقسم الأول وهو الكتاب من خارج المحيط أو اليهود الغربيين وهم الأكثر صهاينة وترويجاً للصهيونية وهم اللذين صوروا شخصية العربي على أنه دائماً في أدنى مستوى ومخطأ ولا يعرف الإنسانية وعلى عكسه اليهودي البطل والمثقف والمتحضر الدائم على صواب. مثال على ذلك في رواية «نجمة في الريح» لــ روبرت ناثان يقول عن العربي:
(إنه لا يلعب بعنف فقط ولكن بوضاعة، وهو جبان، ويفضل أن يطلق ساقيه للريح عن أن يقاتل، وإذا قاتل فليس لديه أي سبب إلا النهب، وهو لا يجيد التصويب، وإذا هرب ترك إخوانه القتلى دون اهتمام، وأن الطائرات العربية إذا أغارت فهي لا تقتل إلا الأطفال)
وَ مثال آخر في رواية «لصوص في الليل» لـــ أرثر كوستلر يُصور أن قرية عربية كاملة كل سُكانها العرب ما هم إلا أميين جَهلة وهمج. وفي رواية «أكسودوس» لــ ليون أوريس يوجه الكاتب شتى الشتائم الغير مبررة إطلاقاً على الشخصيات العربية فيقول: (قال جوسي: بالنسبة للأتراك بوسعك أن تشتريهم، أما بالنسبة للعرب فيجب أن تتعلم كيف تعيش معهم بسلام.. رفع ياكوف قبضة يده ولوح بها في الهواء وقال: شيء واحد يفهمه العربي، إنه يفهم هذا فقط)
وفي مقطع آخر:
(طرد آري من حوله جماعة من الصبية العرب، إلا أن أحدهم ظل يلاحقه – أتريد دليلا.؟ – لا. – تذكارات؟ لدي خشب من الصليب ومزق من الثوب. – أعرف. – أتريد صوراً عارية؟ حاول آري أن يجتاز الصبي إلا أن الأخير تمسك بساقيه. – ربما تعجبك أختي، إنها عذراء.. رمى آري قطعة نقود وقال له أحرس السيارة بحياتك نفسها)
وفي مقطع آخر.
(وماذا يمكن أن يحدث لو ذهب طه العربي إلى جوردانا اليهودية وقال لها أنه يحبها.؟ سوف تبصق عليه حتماً).
في ذات الرواية «أكسدوس» أفضل شخصية عربية يصورها الكاتب هي شخصية «كمال» الذي بدوره يؤمن باليهود على أنهم الخلاص التام للبشرية وهم وحدهم من سيقومون بحل كل عقد الشعب العربي. هذا التيار كان يصور العرب على أنهم مخربين لأرض فلسطين وأن اليهود هم شعب الله المختار لإنقاذ فلسطين وأنها الأرض التي بلا شعب التي وُعدوا بها كشعب بلا أرض.
أما التيار الآخر وهو التيار الذي قد تعايش مع العرب قبل حرب 48، فأنه يصور العربي بشكل إيجابي بل ويصور الحرب برمتها حرباً غير مُبررة بتاتاً وأنها ليست بمفصل تاريخي أبداً.
أكثر النصوص شهرةً في هذا التيار هو النص الذي كتبه بنيامين تموز في قصة شجرة الزيتون. يتحدث فيها عن علاقة العربي «علي الطويل» ببستان الزيتون خاصته وكيف أن له أحداث مهمة في حياته مرتبطة بشجرة الزيتون في وسطه التي بعد أن جاء المستوطن اليهودي الذي لا يحب زيتها ويبصقه قام بقطع أغصانها وبيعها لمن يصنعون منها جمالاً وحميراً ويبيعونها للسياح، حتى في النهاية قامت وزارة الزراعة بقطع الشجرة.
و النص الثاني للكاتب نفسه الذي يبين وجود العرب الأساسي قبل الاجتياح وتعايشهم مع اليهود هو نص بعنوان «السباق». النص يتكلم عن حياة صديقين: عربي ويهودي كانا قد اعتادا قبل حرب 1948 أن يتسابقا في السباحة بنهر قرب يافا حيث كان الفوز من نصيب العربي دائماً. في حرب عام 1948 احتلت مجموعة من اليهود بيارة برتقال ليتشابكوا مع مجموعة من العرب، خلال الاشتباك تفاجأ اليهودي قائد مجموعة اليهود أن قائد مجموعة العرب هو نفسه صديقه. فيبادر العربي قولاً: «حسناً لقد فزت أنتَ هذه المرة» فيجيبه اليهودي: «كلا ليس قبل أن نخرج من النهر» يبتسم العربي بحزن وينزل اليهودي للنهر ويسمع صوت طلق الرصاص ليخرج مُسرعاً ويجد صديقه العربي قد قُتل ويقول له الجندي الإسرائيلي أنه قد قُتل بالخطأ. ينظر اليهودي لجثة صديقه فيراه يبتسم ابتسامة غامضة كأم مآلها أنه فعلاً قد فاز في السباق.

### الأدب الصهيوني من وجهة نظر الدكتور عبد الوهاب المسيري حديثاً
يقول الدكتور عبد الوهاب المسيري في كتابه «الصهيونية و اليهودية» أن الأدب الإسرائيلي حديثاً صار أكثر واقعية وبدأ يتجه اتجاه مُعاكس عما كان علي. الأدبيات الإسرائيلية صارت تُلمح الآن لقرب زوال إسرائيل من الوجود، وفي ذلك يَستشهد الدكتور عبد الوهاب بقصة حارس الغابة الصهيوني وَ الغابة هنا هي رمز للدولة حيث أنها قرية فلسطينية، يظهر لهذا الحارس شاب فلسطيني أبكم وفقد قدرته على الكلام بسبب هول المشاهد التي مرت عليه من مذابح في قريته على يد الصهاينة. بذلك تنشاً بين الصهيوني واليهودي علاقة كره وحب في آن ويبدأ الصهيوني بالإحساس بالذنب تجاه الفلسطيني وتنتهي القصة بأن الفلسطيني الأبكم يقوم بحرق الغابة ويُساعده على ذلك الشاب الصهيوني ليشعر بعد ذلك بالراحة.

## أزمة هوية الأدب الصهيوني
حسب ما يراه الدكتور عبد الوهاب المسيري، أن الصهيونية أساساً واقعة في فخ أزمة الهوية اليهودية. أساس الصهيونية كان مناداة بوطن لليهود كل يهود العالم، إلا إنها فعلياً فشلت في تعريف الهوية اليهودية. فمثلاً قبائل كثيرة من آسيا وأفريقيا أدعت أنها يهودية فقط للاستفادة من حق اليهود في العالم بالذهاب لإسرائيل والحصول على المواطنة الإسرائيلي. من هذا المنطلق يصعب تحديد ماهو هذا الأدب، هل هو أدب عبري، يهودي، صهيوني أم حتى ؟
عٌقد مؤتمر في القدس وكان مضمونه تعريف من هو الكاتب اليهودي، وحين قيل أن الكاتب اليهودي هو من يكتب بالعبرية تصدى لهذا الاتجاه الروائي الأمريكي «ملفين جول باكيت» حيث قال أن تأطير الأدب باللغة العبرية يعني تجاهل شريحة كبيرة من الكتاب اليهود اللذين يكتبون بلغات أخرى. وفي ذلك مثال وهي الكاتبة الروسية التي هاجرت لإسرائيل «مايا كاجانسكايا» التي ما تزال تكتب باللغة الروسية. وإنها تشعر بعمق الصلة بينها وبين كبار الكاب الروس متعلقةً بإيطار التقاليد الأدبية الروسية.
وبمناسبة تصريح هذه الكاتبة بأنها هاجرت لإسرائيل لكنها متعلقة بعادات الروس، هنا مِصداق لما فسره الدكتور المسيري حيث يقول بأن ليس هناك ما يسمى وحدة يهودية، أي لا توجد سمات معينة يتصف بها الشخص لكي نقول عنه يهودي. لا توجد معايير لسلطة مركزية سواء كانت دينية أو زمنية تحدد شخصية الشخص اليهودي. لذلك يطلق الدكتور المسيري على اليهود مصطلح «الجماعات اليهودية» كل جماعة مكتسبة سماتها وشخصياتها من محيطها الحضاري ومجتمعها التي تعيش فيه لا من التوراة ولا من التلمود. إذاُ لا يوجد شيء في نظر الدكتور المسيري ما يسمى «خصوصية يهودية واحدة» أو «وحدة يهودية» بل يوجد «خصوصيات يهودية» كلاً حسب المجتمع الذي ينشأ فيه. ومثال على ذلك الكاتب موسى بن ميمون أو الحاخام موشيه بن ميمون الذي عاش في المغرب، الأندلس والقاهرة. كل كتاباته نجد أنها متأثرة بالتراث الإسلامي على الرغم أنه يهودي.
إذاً نستخلص أن اللغة العبرية ليست شرطاً في تقييم العمل الأدبي كونه أدب يهودي. ماذا لو نظرنا إلى تصنيف يستند لمضمون العمل !أي كل عمل يتكلم عن اليهودية هو بالمفترض أدب يهودي! فقصيدة كتبها شاعر روسي يهودي عن اليهود باللغة الروسية، ورواية كتبها مؤلف فرنسي يهودي عن اليهود باللغة الفرنسية، وقصة قصيرة كتبها كاتب أميركي يهودي عن اليهود باللغة الإنجليزية، ومقال أدبي كتبه أديب من ليتوانيا باليديشية، ودراسة نقدية كتبها أديب إسرائيلي بالعبرية، تُصنَّف كلها باعتبارها «أدباً يهودياً»
هذا التصنيف غير مقبول ولا يسانده الكثير من الجماعات اليهودية لأنه يختزل العمل الأدبي في بُعد واحد ويُأطر الثقافة الفكرية اليهودية ويٌفقد الأدب صفة التنوع والخصوصية. فكثير من الأعمال اليهودية يكون مؤلفيها يهود لكنهم لا يتكلمون فيها عن اليهودية مثل مؤلفات الناقد اليهودي الأمريكي ليونيل تريلنج.
من أكثر ما يُثير قضية الهوية الأدبية للكاتب اليهودي وأزمتها هي الشاعرة «إليشيفا» وهي الأديبة المسيحية الروسية التي تكتب بالعبرية. على الرغم أنها هاجرت لفلسطين المُحتلة وإنها من أنصار الحركة الصهيونية والمناداة بالقومية اليهودية إلا إنها غير يهودية وظلت متمسكة بعقيدتها المسيحية وأدبها مرتبط بعادتها الروسية، فهل يُعد ما تكتبه بالعبرية أدب يهودي؟

## تصانيف أخرى
الأدب العبري::
هو أي عمل أدبي يُكتب باللغة العبرية بمعزل عن الانتماء العقائدي أو الديني أو الحضاري. وفي ذلك مثال «فتشرنحوفسكي» و«يهودا اللاوي» كلاهما كتب بالعبرية، غير أن الأول ينتمي إلى التقاليد الأدبية الروسية الرومانتيكية، بينما ينتمي الثاني إلى التراث الأدبي العربي في الأندلس، أي أن القاسم المشترك بينهما ليس سوى اللغة وحسب. بل إن العبرية التي استخدمها كلٌّ منهما متأثرة بالمحيط الحضاري، ومن ثم فإن أياً منهما لم يكتب «أدباً عبرياً» وإنما عبَّر عن نفسه ورؤيته من خلال أدب مكتوب بالعبرية وهذا يُعد تصنيف لغوي فقط.
لذلك قام «أنطون شماس» الفلسطيني العربي الذي بكتابة رواية بالعبرية وأصبح من رواد الأدب العبري في وهذا أدب ليس إسرائيلياً، وإنما أدب عربي مكتوب بالعبرية.
الأدب الإسرائيلي:
مرادفها ما يُسمى الأدب العبري الحديث، وهي الأعمال الأدبية التي كُتبت بالعبرية في فلسطين المحتلة منذ عام 1960

## وصلات خارجية
عدنان كنفاني، الأدب الصهيوني وأدب المقاومة[وصلة مكسورة]
موقع الدكتور عبد الوهاب المسيري وبحوث حول الهوية اليهودية
الموقع الرسمي لغسان كنفاني وبحث الأدب الصهيوني 
مقال الأدب اليهودي وأزمة الهوية للدكتور عبد الوهاب المسيري 